# AFC/OFCチャレンジカップ
AFC-OFCチャレンジカップ（英: AFC-OFC Challenge Cup）は、アジアサッカー連盟（AFC）とオセアニアサッカー連盟（OFC）の大陸選手権大会（前者はAFCアジアカップまたはアジア競技大会、後者はOFCネイションズカップ）の優勝国によって2001年から西暦奇数年に開かれていたナショナルチームによるサッカーの国際大会である。

## 概要
かつて、アジアサッカー連盟（AFC）とアフリカサッカー連盟（CAF）の大陸王者同士（アジアは前述に同じ。アフリカはアフリカネイションズカップ）による国際大会「アジア・アフリカ選手権」が行われていたが、FIFAワールドカップ・2006年大会の開催国を決める投票で、それまで南アフリカ共和国を支持していたAFC加盟国の多くがドイツに投票したことからCAFが態度を硬化させてしまい、同大会は2001年以後開催が中止された。
その代わりとして、OFCとAFCの大陸王者同士が対戦する大会として2001年から本大会が開催されることになった。第1回はアジアからは2000年のアジアカップを制した日本、オセアニアからは同年のOFCネイションズカップを優勝したオーストラリアが参加し、日本が3対0で完勝して初代優勝国に輝いた。
2003年大会は当初、3月28日と4月4日にテヘランとオークランドでホーム・アンド・アウェーによる2試合を行う予定だったが、イラク戦争により延期された。
2005年大会が開催されなかったため、休止したと思われる。

## 結果

### 2001年大会
| 国・地域名     | 所属連盟 | 参加資格                       |
| -------------- | -------- | ------------------------------ |
| 日本           | AFC      | AFCアジアカップ2000 優勝       |
| オーストラリア | OFC      | OFCネイションズカップ2000 優勝 |

| 2001年8月15日 |

| 日本                                             | 3 - 0 | オーストラリア |
| 柳沢敦 19分 · 服部年宏 53分 · 中山雅史 65分 (PK) |       |                |

| エコパスタジアム（静岡） 観客数: 46,404人 主審: Zhang Jianjun |

### 2003年大会
| 国・地域名       | 所属連盟 | 参加資格                       |
| ---------------- | -------- | ------------------------------ |
| イラン           | AFC      | アジア競技大会2002 優勝        |
| ニュージーランド | OFC      | OFCネイションズカップ2002 優勝 |

| 2003年10月12日 |

| イラン                                          | 3 - 0 | ニュージーランド |
| アリ・カリミ 24分, 37分 · ホセイン・カエビ 67分 |       |                  |

| アザディ・スタジアム（テヘラン） 観客数: 40,000人 主審: Kousa Mohammed |

### 2005年大会
| 国・地域名     | 所属連盟 | 参加資格                       |
| -------------- | -------- | ------------------------------ |
| 日本           | AFC      | AFCアジアカップ2004 優勝       |
| オーストラリア | OFC      | OFCネイションズカップ2004 優勝 |

※開催されず

## 統計

### 代表別成績
| 国・地域名       | 優 | 準 | 優勝年 | 準優勝年 |
| ---------------- | -- | -- | ------ | -------- |
| 日本             | 1  | 0  | 2001   |          |
| イラン           | 1  | 0  | 2003   |          |
| オーストラリア   | 0  | 1  |        | 2001     |
| ニュージーランド | 0  | 1  |        | 2003     |

### 大陸連盟別成績
| 大陸名 | 優 | 準 |
| ------ | -- | -- |
| AFC    | 2  | 0  |
| OFC    | 0  | 2  |